# イリフ＝ペトロフ

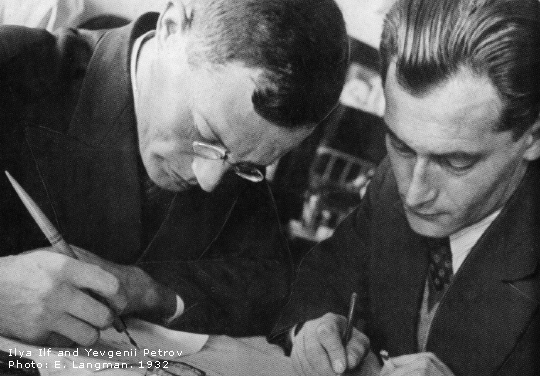
イリフ＝ペトロフ

イリヤ・イリフ（本名イリヤ・アリノルドヴィッチ・ファインジリベルグ、ロシア語: Илья Арнольдович Файнзильберг、1897年-1937年）とエフゲニー・ペトロフ（本名エフゲニー・ペトロヴィチ・カターエフ、ロシア語: Евгений Петрович Катаев、1902年-1942年）は、1920年代、1930年代に活躍したソ連の2人の作家。作品の多くを合作し、ほとんどの場合イリフ＝ペトロフなどと呼ばれる。2人ともオデッサ出身。

## 出版物
『十二の椅子』（1928年）とその続編である『黄金の子牛』（1931年）という2つの風刺小説で注目を集めた。2つの作品にはともに、とらえどころのない富を求める主人公オスタップ・ベンデルが登場しつながった話になっている。2つの作品とも当時のソ連の現実の中で宝物を探すベンデルとその仲間を追う。彼らが生きている時代は、ソ連の歴史の中で比較的自由主義的であった1920年代のネップの時代である。主人公たちは普通明らかに緩んだ法執行を避ける。組織化され目標主導の生産的なソ連社会からはみ出した彼らの立場が強調されている。また、それはこの社会を見てあまり魅力的ではない社会主義的な側面をからかうのに都合のよいプラットフォームを著者らに提供している。これらの作品はロシア文化の中で最も広く読まれ引用されている本の1つである。『十二の椅子』はソ連ではレオニード・ガイダイとMark Zakharovによって、アメリカでは特にメル・ブルックスにより映画化され、他の国のものも合わせると約20本の映画になっている。
1920年代後半から1937年にかけて、2人はいくつかの演劇や映画脚本を書き、雑誌（Chudak, 30 days, Krokodil, アガニョークなど）や新聞（プラウダ, Literaturnaya Gazetaなど）でユーモアな短編小説や風刺的な記事を多数著した。イリフとペトロフが合作を始めてから最初の数年間は、パロディックな偽名で物語や風刺小説を発表していた。偽名はトルストエフスキー（トルストイとドストエフスキーを組み合わせた名前）、ドン・ブシリオ（オペラ『セビリアの理髪師』の登場人物ドン・バシリオとロシア語でスキャンダルや騒音を意味する動詞「ブサ」に由来）やCold philosopherなどがあった。
2人は世界恐慌時代のアメリカを横断した。イリフはこの間に多くの写真を撮り、"American Photographs"と題したフォトエッセイを制作し、雑誌アガニョークに掲載した。この後すぐに旅行記『一階建てのアメリカ』(ru:Одноэтажная Америка)を出版した。この本の初版にはイリフの写真は含まれていなかった。フォトエッセイと旅行記の両方には、2人の独特なユーモアと遊び心により2人の冒険が記録されている。特にイリフとペトロフはこれらの作品でアメリカのライフスタイルの多くの面を称賛することを恐れていなかった。タイトルは以下の説明に由来する。
アメリカは主に1階建てと2階建ての国である。アメリカの人口の大部分は3千人、おそらく5千人、9千人、1万5千人の小さな町に住んでいる。
ウラジミール・ナボコフは2人を「素晴らしい才能のある作家」と評した。

## 脚本
- Woman-Sycophant – コミックプレイ (1930, «Подхалимка»)[5]
- House-Barracks – 映画脚本 (1931, «Барак»)[6]
- Strong Feeling – ボードビル (1933 «Сильное чувство»)[7]
- Under the Circus Dome – コミックプレイ (1934, ワレンチン・カターエフとともに «Под куполом цирка»)[8]

## 文化
1982年にソ連の天文学者リュドミーラ・カラチキナにより発見された小惑星3668 Ilfpetrovはその名称を2人にちなむ。

## 著書目録
- 『十二の椅子』（Двенадцать стульев、1928年）
- 『黄金の子牛』（Золотой теленок、1931年）
- 『一階建てのアメリカ』（Одноэтажная Америка）
- Ilf and Petrov's American Road Trip. Princeton Architectural Press. (2006). ISBN 9781616892524（アガニョークで発表された"American Photographs"を英語に翻訳したもの）